# Roodkapelfmonarch
De roodkapelfmonarch (Erythrocercus mccallii) is een zangvogel uit de familie Erythrocercidae (elfmonarchen).

## Verspreiding en leefgebied
Deze soort telt 3 ondersoorten:
- E. m. nigeriae: van Sierra Leone tot zuidwestelijk Nigeria.
- E. m. mccallii: van zuidoostelijk Nigeria tot centraal Congo-Kinshasa en noordwestelijk Angola.
- E. m. congicus: oostelijk Congo-Kinshasa en westelijk Oeganda.